# Die Einquartierung im Pfarrhause

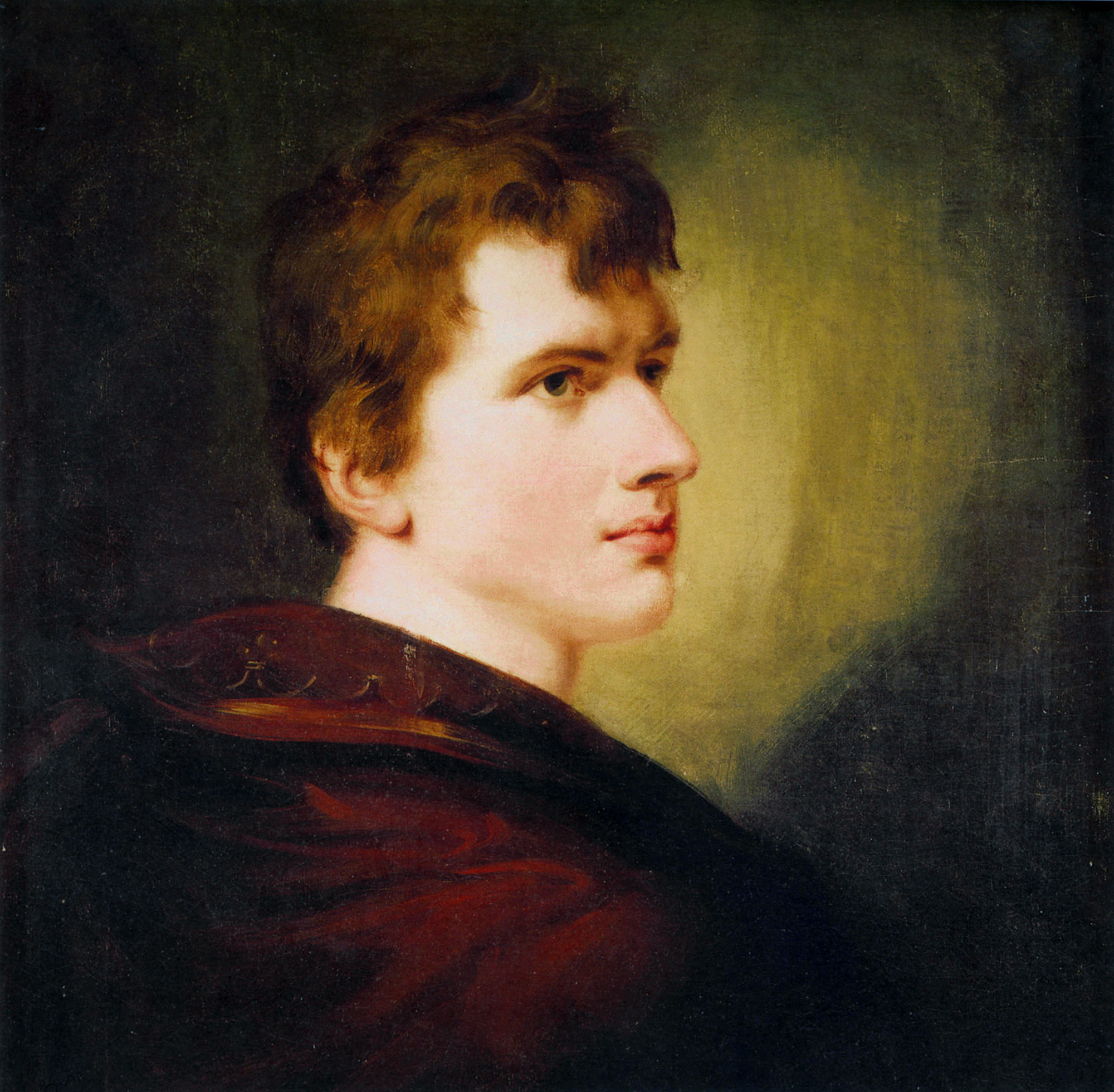
Achim von Arnim
(1781–1831)

Die Einquartierung im Pfarrhause ist eine Erzählung von Achim von Arnim, die im Februar 1817 in der Zeitung „Der Gesellschafter oder Blätter für Geist und Herz“ erschien.

## Inhalt
Während des Krieges ziehen drei Kompanien eines russischen Regiments ins Dorf ein. Der Oberst wird bei dem evangelischen Pfarrer und seiner jungen Frau einquartiert. Im Gespräch stellt sich heraus, Pfarrer und Oberst hatten einst am gleichen Ort – allerdings zu verschiedenen Zeiten – Theologie studiert. Der Oberst war relegiert worden und hatte notgedrungen das Kriegshandwerk erlernen müssen. Im Gespräch lobt der Oberst die aufopfernde Arbeit der jungen Hausfrau. Der Pfarrer erwidert, solche „Gewohnheiten und Grundsätze“ seien seiner Gattin von der Schwiegermutter eingeprägt worden. Letztere, eine arme Witwe, liege nebenan im Sterben. Der Pfarrer erzählt dem Oberst aus der Geschichte seiner Ehe. Der Oberst, durch Dorothee, den Vornamen der Pfarrersgattin, nachdenklich geworden, kommt im weiteren Gespräch mit dem Pfarrer auf Überraschendes. Bevor der Oberst relegiert worden war, hatte er am oben erwähnten Studienort Dorothee, die gleichnamige Mutter der Pfarrersfrau, geliebt. Der Oberst, so stellt sich heraus, ist der Schwiegervater des Pfarrers. Beide betreten das Zimmer der Sterbenden. Der Oberst kommt zu spät. Seine Geliebte stirbt. Der Oberst gibt sich der Pfarrersfrau als ihr Vater zu erkennen. Die Frau versteht nicht, folgt aber ihrem Herzen und wendet sich ihm in Liebe zu.

## Rezeption
- C. G. Schütz und J. S. Ersch schreiben im April 1820 in der Allgemeinen Literatur-Zeitung Halle, Die Einquartierung im Pfarrhause „ist einfach und ruhig erzählt, spannt aber die Erwartung sehr.“[3]
- Arnim habe seine Erfahrungen bei Einquartierungen und Requirierungen während des Krieges verarbeitet.[4]

### Zitierte Textausgabe
- Achim von Arnim: Die Einquartierung im Pfarrhause. Eine Erzählung aus dem letzten Kriege. S. 269–279 in Konrad Kratzsch (Hrsg.): Achim von Arnim: Erzählungen. 635 Seiten. Aufbau-Verlag Berlin und Weimar 1968 (1. Aufl.)